# 아래올리브핵
아래올리브핵 (inferior olivary nucleus, 하올리브핵, ION)은 상부 올리브 핵 아래의 연수에서 발견되는 구조이다. 척추동물에서 ION은 척수에서 소뇌로 신호를 조정하여 운동 조정과 학습을 조절하는 것으로 알려져 있다. 소뇌 또는 ION의 퇴행이 다른 소뇌의 퇴화를 초래하므로 이러한 연결은 밀접하게 연관되어 있는 것으로 나타났다.
ION의 뉴런은 글루타메이트성이며 GABA 수용체를 통해 억제 입력을 받는다. ION에 존재하는 각 뉴런 내에는 공간적으로 조직된 두 개의 서로 다른 GABAα 수용체 집단이 있다. GABAα 수용체 구성은 수용체가 ION 뉴런에 위치하는 위치에 따라 다르다. 이러한 공간 분포의 이유는 알려져 있지 않다. GABAα 수용체의 뚜렷한 집단이 ION 내에서 미세 조정된 조절을 가능하게 한다는 것이 제안되었다.

## 추가 이미지

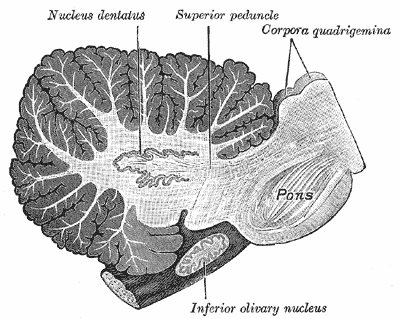
Sagittal section through right cerebellar hemisphere. The right olive has also been cut sagittally.

## 같이 보기
- 올리브체
- 위올리브복합체
- 시상밑부

## 참조
이 문서는 현재 퍼블릭 도메인에 속하는 그레이 해부학 제20판(1918) page 781의 내용을 기초로 작성된 글이 포함되어 있습니다.